# Ralph Rumney
Ralph Rumney est un peintre britannique, né à Newcastle upon Tyne le 5 juin 1934 et mort le 6 mars 2002 à Manosque. Il est un des cofondateurs de l'Internationale situationniste.

## Biographie

### Vie privée
Il épousa en 1957, Pegeen Vail, fille de la collectionneuse Peggy Guggenheim et artiste. De cette union naît en 1958 à Venise un fils, Sandro Rumney. Sandro a épousé Laurence Tacou — responsable des Cahiers de L'Herne —, d'où sont issus quatre enfants : Sindbad Rumney, né en 1987, Paloma Rumney, née en 1991, décédée la même année, Lancelot Rumney, né en 1992, et Santiago Rumney, né en 1992.
Ralph retrouve, vingt ans plus tard, Michèle Bernstein : ils se marient en Angleterre puis divorcent peu de temps après mais demeurent en amitié.

### Activisme
En 1957, Rumney fonda et fut l'unique membre du Comité psychogéographique de Londres, qui fut dissout à la création de l'Internationale situationniste (IS) avec Giuseppe Pinot-Gallizio, Piero Simondo, Elena Verrone, Walter Olmo, Michèle Bernstein, Asger Jorn et Guy Debord dans le village italien de Cosio di Arroscia le 28 juillet 1957.
Huit mois plus tard, en mars 1958, Rumney dut quitter l'IS pour n'avoir pas, comme il s'y était engagé, rédigé dans les temps impartis un rapport psychogéographique sur Venise.
Rumney fut objecteur de conscience toute sa vie, et un nomade pour la plus grande partie de celle-ci. Il était décrit comme un « reclus » et une « putain des médias »[réf. nécessaire]. Il voyait son existence comme une aventure permanente et une expérience sans fin. Il oscillait, comme l'écrit son ami Guy Atkins, « entre pénurie et une opulence presque absurde. Un jour il occupait une chambre misérable dans Neal Street à Londres, dans une maison partagée par les gens sans le sou. Le lendemain, on pouvait le rencontrer au Harry's Bar à Venise, ou à l'inauguration d'une exposition sur Max Ernst à Paris. Il semblait accepter la pauvreté avec plus d'équanimité que la richesse ».
Ralph Rumney est mort d'un cancer chez lui à Manosque, Provence, le 6 mars 2002 à l'âge de 67 ans.